# Heinrich Noë

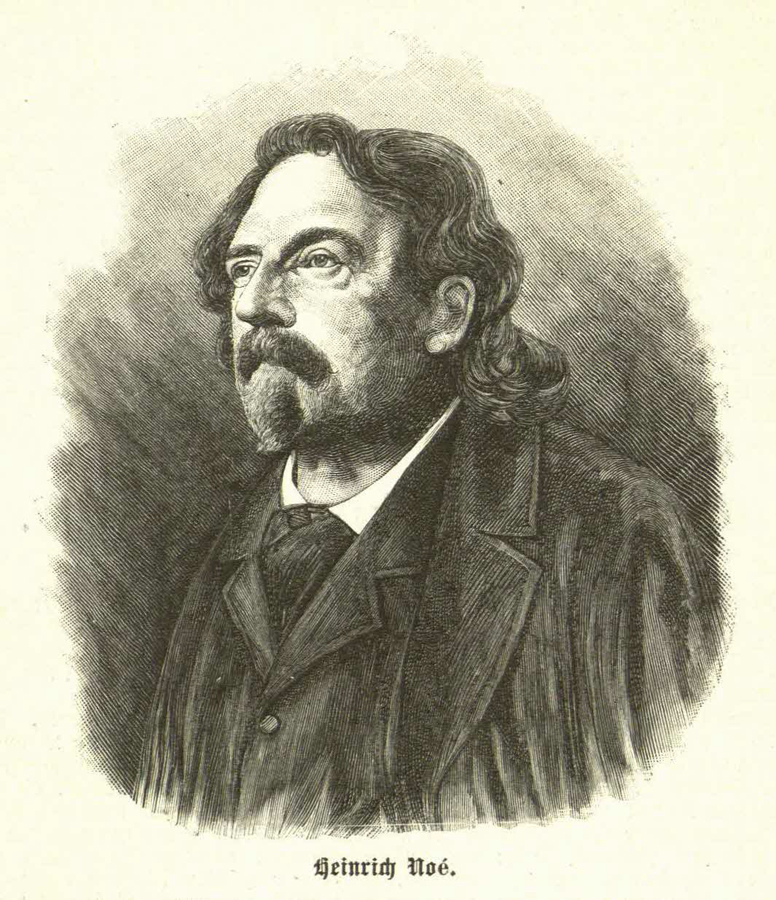
Heinrich Noë

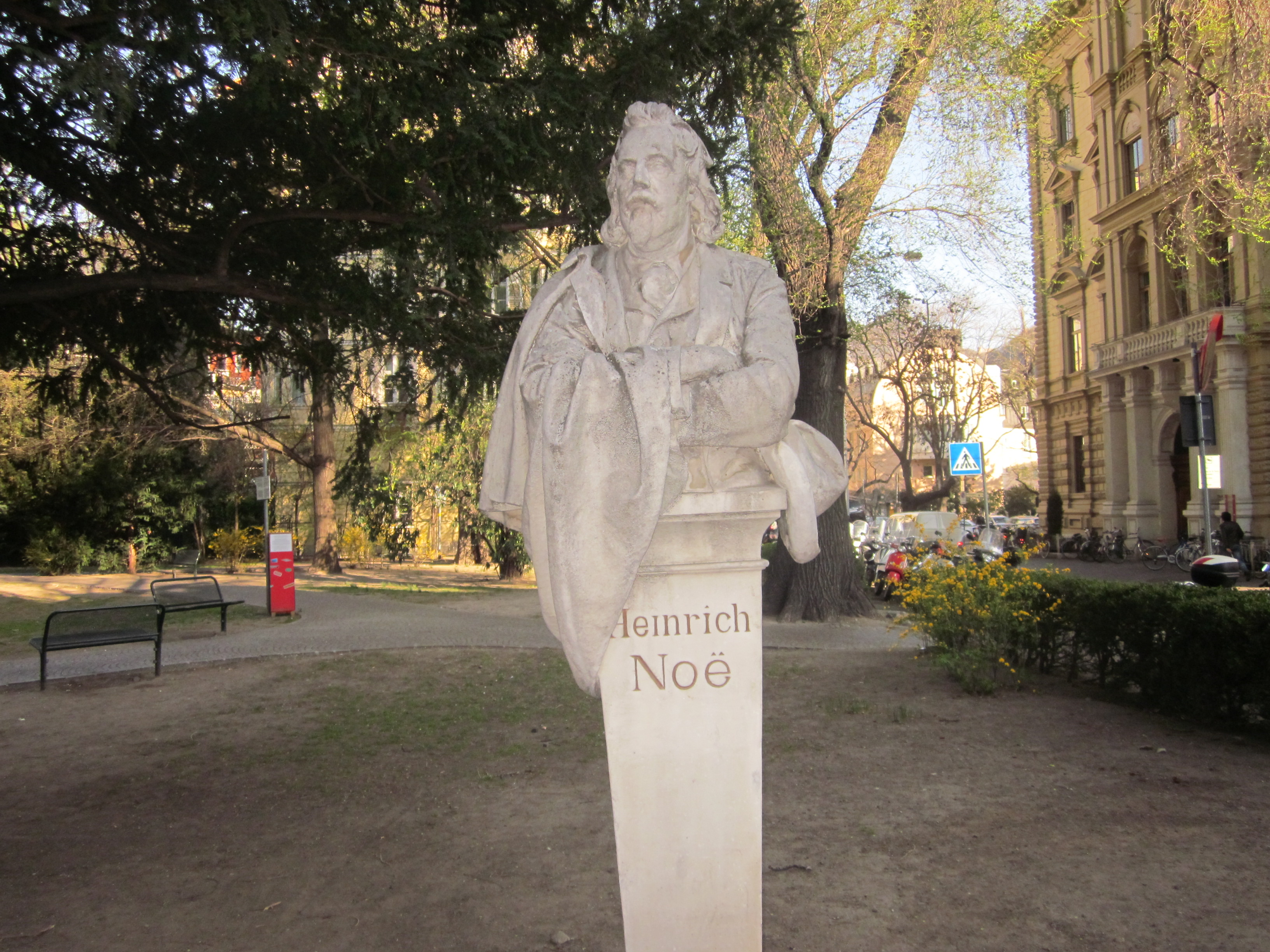
Büste Heinrich Noës von Andreas Kompatscher im Bozner Bahnhofspark

Heinrich August Noë (* 16. Juli 1835 in München; † 26. August 1896 in Bozen) war ein deutscher Schriftsteller (Reise-Sachbücher und Romane).

## Leben
Sein Vater Heinrich Noé (* 1795) war königlicher Verwaltungsbeamter für (nacheinander) mehrere Schlösser in Bayern.
Heinrich Noë (seinen zweiten Namen ,August’ verwendete er nie) schrieb sich Noë; da oft kein e mit Trema [ë] vorhanden war, schrieb man auch „Noé“, was zur selben Aussprache führt. Der Name weist auf hugenottische Abstammung hin und wird heute auch oft „Noe“ geschrieben.
Er studierte nach dem Besuch von Gymnasien in Augsburg und Aschaffenburg (Abitur 1853) in München, dann (1854–64, Dr. phil.) in Erlangen Komparatistik und Naturwissenschaften (mitunter wird er als „Botaniker“ bezeichnet). Daneben war er auf Grund seiner Fremdsprachenkenntnisse schon 1857–1863 Hofbibliothekar in München.
Zur Vervollständigung seiner Aussprache ging er auch zu Archiv-Arbeiten nach London (ans British Museum of Natural History – er wäre auch dort angestellt worden, doch behagte ihm das Großstadtleben gar nicht). Angeblich konnte er sich in 18 Sprachen verständigen. Gerade seine Polyglottie macht es heute bereits schwierig, eventuell Gleichnamige abzugrenzen – 1861 legte er eine Rohübersetzung von Gedichten des russischen Attachés und Lyrikers Fjodor Iwanowitsch Tjuttschew (1803–73) vor, der fast 20 Jahre in München gelebt hatte.
Ab 1865 trat Noë immer wieder als Reiseschriftsteller in Erscheinung. Sein Vorbild war wohl Ludwig Steub. Er kam damit dem sich damals gerade entwickelnden „Fremdenverkehr“ entgegen, dessen „Bahnbrecher“ man ihn auch genannt hat. Viele entlegenere Gegenden hat er erst verlockend gemacht (Orte wie Toblach, Cortina d’Ampezzo, Arco, Abbazia). Insbesondere mit seinen Reiseberichten, die »elegant sachkundige Information mit romanhafter Staffage, genährt aus Sagenstoff und solidem Insiderwissen« verknüpften, leistete Noë »für die aufstrebende alpine Tourismusindustrie des 19. Jahrhunderts entscheidende Schrittmacherfunktionen«. Man kann ihm eine Weitsicht nicht absprechen, wenn er etwa das Berchtesgadener Land mit dem Yellowstone-Gebiet für Europa vergleicht und einem künftigen Landschafts-, Kultur- und Naturschutz empfiehlt.
Bei seinen Begehungen erwies er sich als ausdauernd, witterungsunempfindlich und genügsam, aber abenteurerisch – gesellig, dann aber wieder Einsamkeit suchend. Er schrieb natürlich auch über Bahnreisen, aber das genauere Erkunden einer Gegend könne doch nur „bescheiden zu Fuß“ erfolgen – tunlich zu jeder Jahreszeit. Es fiel ihm auch nicht schwer, seinen Wohnsitz in München aufzugeben, als er dort Probleme mit den von ihm als präpotent dargestellten „Pfaffen“ (Pamphlet Ach wie dumm geht es in Baiern zu, 1866) bekam; zunächst zog er nach Mittenwald, dann eine Zeitlang als Herausgeber der „Alpenzeitung“ (1875) sogar nach Wien; fast zehn Jahre war er im Alpenbogen und darüber hinaus (in Istrien, Dalmatien, Montenegro – wo er sich nach 1878 sogar ansiedeln wollte –, Elsass, Teilen Frankreichs und Spaniens – mitunter sogar als Kriegsberichter!) ohne festen Wohnsitz unterwegs.
Im Deutschen Waldbuch von 1894 erweist sich Heinrich Noë als Botaniker und Romantiker von Graden und es ist klar, dass ihn die Nationalsozialisten zu einem der „Ihren“ erklären konnten.
1884 wurde er in Görz wohnhaft, wo ihm aber bald der Irredentismus lästig wurde. 1890 übersiedelte er ins mildere Abbazia, das seinen Ruhm ja eigentlich ihm verdankte. 1893 versuchte er sich – aus Not – noch einmal als Zeitungsredakteur (in Laibach – aber auch dort begann der Nationalismus sich gegen ihn zu regen). Zuletzt logierte er in Gries bei Bozen.

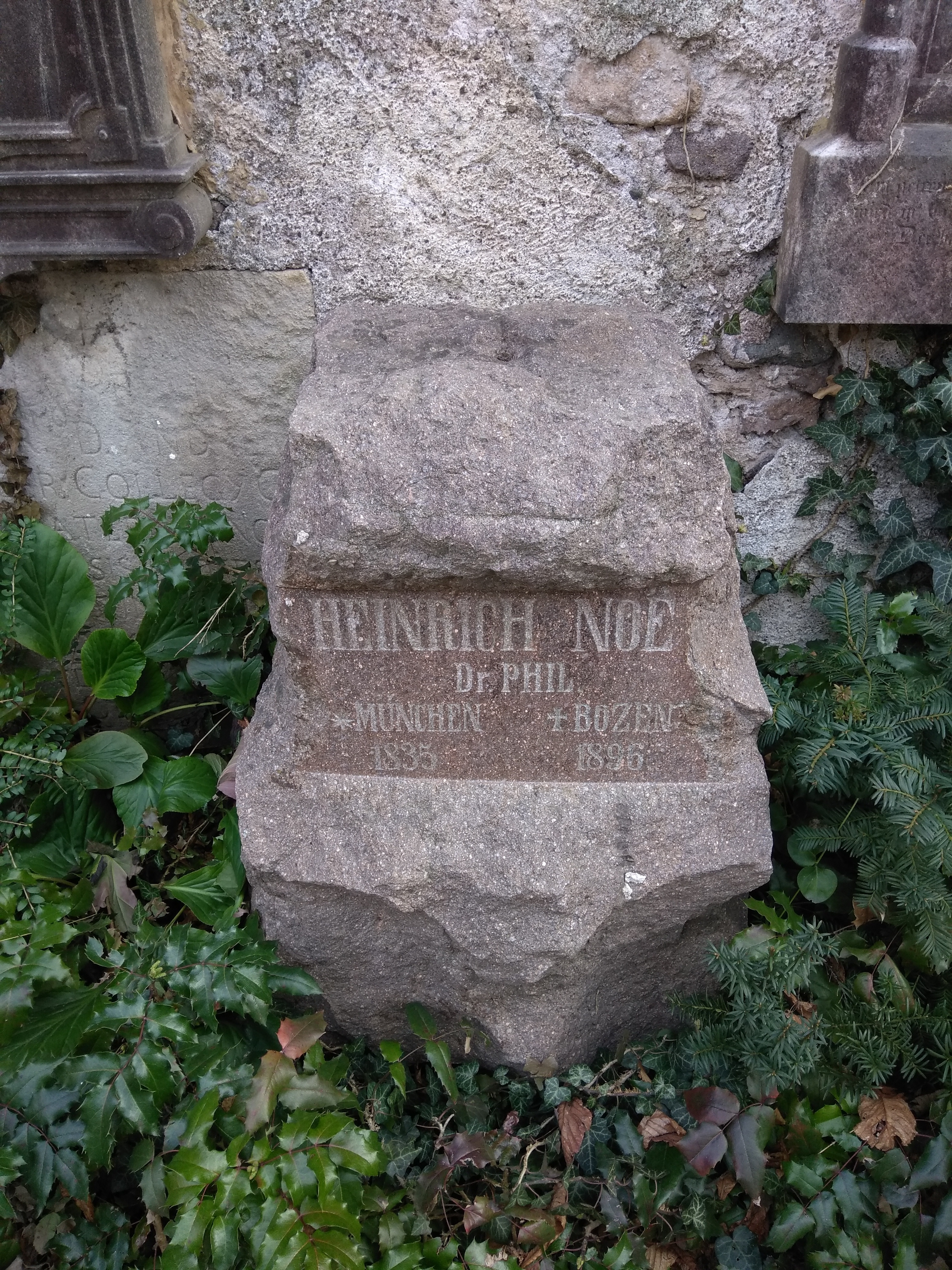
Grabstein von Heinrich Noë in Gries

Bei seinen späteren Erkundungen begleitete ihn seine Tochter; als diese aber 1894 plötzlich starb (er hatte noch zwei jüngere; alle aus zweiter Ehe), war er gebrochen, verfiel ganz dem Alkohol und verstarb zwei Jahre später selbst an einer schon lange sich ankündigenden Gehirnkrankheit verarmt in Bozen, wo er am alten Friedhof von Gries seine Grabstätte fand, die vom Grieser Kurverein betreut wurde. Im Bozener Bahnhofspark errichtete man ihm 1899 ein Denkmal.
Mit seinem Namen verbunden ist insbesondere noch der Heinrich-Noë-Steig vom Bahnhof Mittenwald der Mittenwaldbahn über die Linderspitze (2374 m) im Karwendel zur Brunnsteinhütte (Klettersteig mittlerer Schwierigkeit – ihm zu Ehren benannt, er hat ihn also nicht gefunden oder begangen – Felskletterei lag ihm gar nicht).

## Werke
Seine Bücher (meist gut illustriert – zunächst mit Holzschnitten, später auch schon mit Photos) beruhen auf ausgiebiger geografischer, historischer (usw.) Recherche sowie meist auf unmittelbarer Anschauung – er war auch sehr versiert im Gespräch mit den jeweils Ortsansässigen. Seine Reiseberichte und -handbücher erzielten rasch hohe Auflagen und sind noch heute von Interesse – teils unmittelbar, teils im historischen Abstand kultur- und sozialgeschichtlich; etliche werden auch jetzt neu aufgelegt oder nachgedruckt.
Ethnographisch von Bedeutung ist Noë durch seine Sagen-Sammlungen. Am bekanntesten wurde er durch hunderte Feuilletons (z. B. in der „Gartenlaube“, aber auch in Tageszeitungen – allerdings von ziemlich unterschiedlicher Qualität). Wenig glücklich war er mit seinen auf denselben Stoffen gegründeten Romanen – wohl weil darin oft eine düstere, „mystische“ Atmosphäre vorherrscht, die aber ähnlich Veranlagte (wie z. B. Vincenz Brehm) umso mehr anzusprechen vermag. Ein Vorbild war ihm hierin Henry Thoreau.
Im Folgenden seine Hauptwerke; Sonderausgaben und Neuauflagen nur fallweise berücksichtigt; aufgenommen sind auch einige Feuilletontitel; umfangreiches Werkverzeichnis in: Z. Dt.-Österr. Alpenverein, 1933, S. 228 ff.
- In den Voralpen. Skizzen aus Oberbaiern von einem Süddeutschen. München 1865, 1871.
- Bairisches See[n]buch. München 1865. … 1982.
- Österreichisches See[n]buch. Darstellungen aus dem Leben an den Seeufern des Salzkammergutes. München 1867. … 1983.[5]
- Wie soll man die deutschen Alpen bereisen? München 1867.
- Der Frühling von Meran. Meran 1868. (online)
- Neue Studien aus den Alpen. München 1868.
- Brennerbuch. München 1869.
- Dalmatien und seine Inselwelt nebst Wanderungen durch die Schwarzen Berge. Wien 1870.
- Bilder aus Südtirol und von den Ufern des Gardasees. München 1871.
- Dies irae (Roman). München 1872.
- Elsaß-Lothringen. Naturansichten und Lebensbilder. Glogau 1872.
- Eine Heimstätte deutschen Fleißes. In: Die Gartenlaube. Heft 1, 1873, S. 9–11 (Volltext [Wikisource]).
- Erzählungen und Bilder. München 1873.
- Die Brüder (Roman). Berlin 1873.
- Italienisches Seenbuch. Stuttgart 1874.
- Deutsches Alpenbuch. Die deutschen Hochlande in Wort und Bild (4 Bände). Glogau 1873–1878. Zahlreiche Sonderausgaben (… 1982).
- Der Zauberer des Hochgebirges (Erzählung). Berlin 1874.
- Gasteiner Novellen. Wien 1875.
- Robinson in den Hohen Tauern (Roman, 3 Bände). Jena 1875
- Winter und Sommer in Tirol. Wien 1876.
- Bozener Führer. Bozen 1880.
- Von Deutschland nach Italien. 1883.
- Ein Tagebuch aus Abbazia. Teschen 1884.
- Die Reise in den Naßwald, Die Pioniere der Unterwelt, Am Hofe der Babenberger, Der Wildgärtner von Heiligenblut, Die Fahrt der Sibylle, Primus und Samo (Jugenderzählungen; alle: Teschen 1886).
- Gossensass. Meran 1888, 1899.
- Die Jahreszeiten. Görz 1888.
- Innsbruck als Fremdenstadt. Innsbruck 1889, 1890.
- Toblach-Ampezzo und die Dolomite[n] des Höhlenstein-Ampezzaner Thales. Klagenfurt 1889.
- Arco und Umgebung. Salzburg 1890.
- Sinnbildliches aus der Alpenwelt. Klagenfurt 1890.
- Von Deutschland nach Italien. Die Brennerbahn vom Innstrom zum Gardasee. Zürich (1890?) Etliche weitere Bahnreiseführer (Semmering u. a.)
- Theodor Gunkel’s Kaiser-Franz-Josephs-Bad Tüffer in Unter-Steiermark. Graz 1891.
- Geschichten aus der Unterwelt. Wien 1892.
- Bergfahrten und Raststätten. München 1892.
- Innsbruck, Landeshauptstadt von Tirol. Innsbruck 1893. (online)
- Deutsches Waldbuch. Erinnerungen an grüne Einsamkeit (etc.). München 1894, 1899.
- Das Batzenhäusel zu Bozen, Künstler- und Dichterheim des E[ngelbert] M. Trebo. Bozen 1896
- Edelweiß und Lorbeer. München 1896.
- Bozen und Umgebung. Bozen 1898.
- Aus dem Berchtesgadener Lande. München 1898.
- Geleitbuch nach Süden, auf den Karst, nach Abbazia und auf die Adria. Ansichten von Wald, Lorbeerstrand und Meer. Neue Ausgabe. München 1899.
- (Noë’s) Illustrierter Führer durch Innsbruck und Umgebung (neu bearbeitet von Karl P. Geuter). Innsbruck 1901, 1908, 1914, 1918, 1921.
- Wind und Menschen. (Neuabdr. in:) Westermanns Monatshefte 100 (1959), Heft 1.
- Seinerzeit in den Bergen (Auswahl aus H. Noe: Südbayern, Tirol, Salzkammergut). Rosenheim 1981.